# 住吉区
住吉区（すみよしく）は、大阪市を構成する24行政区のうちの一つ。

## 概要
上町台地の南部、大阪市の最南部に位置し、大和川を隔てて堺市の堺区・北区と隣接している。6本の鉄道、あびこ筋とあべの筋の2本の主要道路が、いずれも都心部と南北に結ばれている。区の北部は、阿倍野区南部から続く住宅街で、阿倍野区の帝塚山一丁目から住吉区の帝塚山中、帝塚山西とお屋敷町となる。その南に位置する住吉大社を中心にした住吉、上住吉は、旧家の多い昔からの静かな住宅地域であり、その周囲に清水丘、墨江、遠里小野、南住吉、山之内などの勤め人階層の多い住宅地が続いている。
現在の区域はおおむね、大阪市編入前の住吉郡（のち東成郡）住吉村・墨江村・長居村・依羅村の大半と、西成郡粉浜村の一部に当たる。1950年代ごろまでは区の東部・南部に農地が広がっていたが、宅地開発が進み、2010年代には区の一部に農地が残る他はほとんどが住宅地となっている。

## 区の歴史
住吉は古代では「すみのえ」と訓み、万葉集にも登場し、歴史は古い。現在、住吉、住之江、墨江は、別な地域名となっているが、元は住吉の読みの「すみのえ」の異表記だった。
古代には住吉津（すみのえのつ）とそれを護る住吉大社が栄えた。中世には、住吉大社宮司の津守氏の館の住之江殿（正印殿）に南朝の後村上天皇の御座所（皇宮）が約10年間置かれ（住吉行宮）、南朝の拠点となった。中近世以降は住吉郡東部の平野郷が栄え、住吉津の面影が消えた沿岸部では代わって新田開発が盛んに行われた。
近代に入ると、1879年（明治12年）に大阪府で郡区町村編制法が施行され、安立町に住吉郡役所が置かれた。しかし、郡役所は1881年（明治14年）に、郡自体も1896年（明治29年）に東成郡に統合され、住吉郡は消滅した。
住吉区は、1925年に大阪市の第二次市域拡張に伴って東成郡全域が大阪市に編入された際、旧住吉郡全域（平野郷町、喜連村、北百済村、南百済村、田辺町、依羅村、墨江村、住吉村、安立町、敷津村、長居村）と旧東成郡天王寺村の区域で誕生した。大阪市編入の際には、当初は名称を「阿倍野区」とする案が出されたが、最終的に住吉区の名称が採用された。
その後、1943年の分増区により、当時の阿倍野区・東住吉区に当たる区域を分離した。1943年の分増区の際、当時の住吉区役所は現阿倍野区の区域にあったことから、現在の阿倍野区が「住吉区」の区名を継承し、現在の住吉区の区域を「住之江区」とする案が出された。しかし住民の反対によりこの案は撤回され、住吉大社周辺を含む当区の区域が住吉区の区名を継承した。
また1943年の分増区の際、隣接する西成区との間で区の境界の見直しが行われ、一部区域（天下茶屋・山王地区および旧敷津村の一部）が西成区に分離編入されると同時に、当時西成区に属していた粉浜地区が住吉区に編入された。
1974年には住吉区と住之江区に分区された。従来の区について、細井川（細江川）以北は南海本線・細井川以南は阪堺線を境に東西に分け、西部を住之江区とした。住之江区の分区により、住吉公園や安立、浜口などは住之江区に属することとなった。

### 年表
- 1877年10月3日 - 住吉警察署を長峡町に設置。
- 1885年12月26日 - 阪堺鉄道（現：南海本線）開通。
- 1889年4月1日 - 町村制による住吉郡住吉村・墨江村・依羅村、西成郡粉浜村が成立。
- 1894年10月25日 - 依羅村より寺岡・堀・前堀の3大字が分離、長居村が発足。
- 1896年4月1日 - 住吉郡は東成郡に合併される。
- 1900年
  - 9月30日 - 高野鉄道（現：南海高野線）開通。
  - 11月1日 - 住吉郵便局（現：住之江郵便局）を長峡町に開設。
  - 11月 - 大阪馬車鉄道（現：阪堺電気軌道上町線）開通。
- 1912年 - 阪堺電気軌道阪堺線が開通。
- 1924年6月 - 大阪府立難波病院（現：大阪急性期・総合医療センター）を開設。
- 1925年4月1日 - 12か町村が大阪市に編入、第一次住吉区発足。阿倍野町の区役所本庁（現：阿倍野区）のほか、千躰町（現：住吉区）に第一出張所、平野宮町（現：平野区）に第二出張所を置く。
- 1929年7月18日 - 阪和電気鉄道（現：JR阪和線）開通。
- 1937年7月 - 区役所第一出張所が殿辻町（現：殿辻一丁目）に移転。
- 1940年6月 - 万代池公園が開園。
- 1943年4月1日 - 阿倍野区・東住吉区を分区。一部地域を西成区へ分離。粉浜を住吉区に編入。第二次住吉区発足。旧第一出張所庁舎を区役所とする。
- 1947年7月 - 住吉税務署を設置（西成税務署より分離）。
- 1960年7月1日 - 大阪市営地下鉄1号線（現：御堂筋線）西田辺〜あびこ間開通。
- 1962年 - 南港通全通。
- 1964年 - あびこ筋全通。
- 1970年9月 - 長居公園通全通。
- 1974年7月22日 - 住之江区を分区。第三次住吉区が発足し、現行区域となる。
- 1976年10月5日 - 住吉消防署が開庁（住之江消防署より分離）。
- 1980年6月15日 - 南海本線玉出〜大和川間高架工事完成。
- 1982年10月7日 - 大阪市立住吉図書館が遠里小野一丁目に開館。
- 1987年4月 - 大阪市営地下鉄御堂筋線がなかもずまで延伸。我孫子検車場廃止（跡地は我孫子南中学校・浅香中央公園など）
- 1988年6月27日 - 住吉郵便局が我孫子西二丁目に開局（住之江郵便局より分離）。
- 2006年5月21日 - 阪和線美章園〜杉本町間高架化工事完成。
- 2008年
  - 1月5日 - 大阪市立住吉図書館が南住吉三丁目に移転開館。
  - 2月12日 - 住吉区役所が南住吉三丁目に移転。新庁舎で業務開始。

## 町名
- 浅香（あさか）
- 我孫子（あびこ）
- 我孫子西（あびこにし）
- 我孫子東（あびこひがし）
- 上住吉（うえすみよし）
- 遠里小野（おりおの）
- 苅田（かりた）
- 沢之町（さわのちょう）
- 清水丘（しみずがおか）
- 杉本（すぎもと）
- 墨江（すみえ）
- 住吉（すみよし）
- 千躰（せんたい）
- 大領（だいりょう）
- 帝塚山中（てづかやまなか）
- 帝塚山西（てづかやまにし）
- 帝塚山東（てづかやまひがし）
- 殿辻（とのつじ）
- 長居（ながい）
- 長居西（ながいにし）
- 長居東（ながいひがし）
- 長峡町（ながおちょう）
- 庭井（にわい）
- 万代（ばんだい）
- 万代東（ばんだいひがし）
- 東粉浜（ひがしこはま）
- 南住吉（みなみすみよし）
- 山之内（やまのうち）
- 山之内元町（やまのうちもとまち）

## 神社・寺院・史跡
- 住吉大社 - 仲哀9年（200年）に住吉大神を祀ったのが始まりで、1800年の歴史を持つ日本屈指の大社の一つ。
  - 住吉行宮跡 - 後醍醐天皇の子である後村上天皇の南朝の御座所。後村上天皇は約10年間、ここを皇居とし、次の長慶天皇はここで即位したとされる。明治時代に明治天皇が立ち寄り史跡に指定されている。元は住吉大社の歴代宮司の津守氏の館の住之江殿（正印殿）。大半は民有地となったが、敷地の一部だけが残り、国の史跡となり近年まで津守氏の74代目の子孫が住んでいた。
- 大依羅神社
- 吾彦山大聖観音寺（吾彦観音、我孫子観音、あびこ観音）
- 宝泉寺（恵心僧都こと源信創建。住吉十三仏ともいい融通念仏の寺）
- 帝塚山古墳（大伴氏の大伴金村の墓ともされる）
- 万代池
- 紀州街道
- 熊野街道
- 生根神社（西成区にある生根神社と区別して「奥の天神」とも呼ばれている）
- 止止呂支比賣命神社（通称、若松神社と呼ばれている）

- 住吉大社
- 住吉反橋
- 万代池
- 大聖観音寺（あびこ観音）

## 交通

### 鉄道
西日本旅客鉄道（JR西日本）
 阪和線：長居駅 - 我孫子町駅 - 杉本町駅
南海電気鉄道
 南海本線：粉浜駅 - 住吉大社駅
 高野線：帝塚山駅 - 住吉東駅 - 沢ノ町駅 - 我孫子前駅
阪堺電気軌道
■ 阪堺線：塚西停留場（西成区にもまたがる）- 東粉浜停留場 - 住吉停留場 - 住吉鳥居前停留場 - 細井川停留場 - 安立町停留場 - 我孫子道停留場
■ 上町線：帝塚山三丁目停留場 - 帝塚山四丁目停留場 - 神ノ木停留場 - 住吉停留場
大阪市高速電気軌道 (Osaka Metro)
 御堂筋線：長居駅 - 我孫子駅
このほか御堂筋線長居駅と交差する形でOsaka Metro敷津長吉線（9号線）の新駅が設置される計画があるが、2023年現在では未着手となっている。

### バス
- 大阪シティバス - 区内万代東に住吉営業所がある。
- 北港観光バス

### 道路
一般国道
- 国道479号（長居公園通・大阪内環状線）

府道
- 主要地方道
  - 大阪府道5号大阪港八尾線（南港通）
  - 大阪府道28号大阪高石線（あびこ筋）
  - 大阪府道30号大阪和泉泉南線（あべの筋）
- その他の府道

## 教育

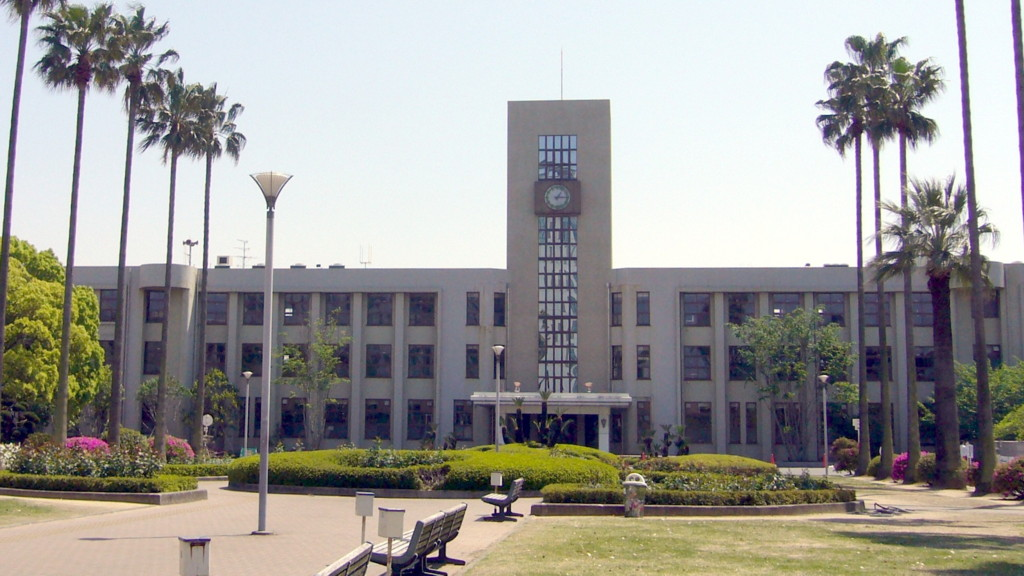
大阪市立大学

区内には大学1校、高等学校7校、中等教育学校1校、中学校12校、小学校16校、特別支援学校1校、専修学校1校、幼稚園15園が存在する。

### 大学
区内には大阪市立大学が設置されている。旧制大阪商科大学時代の1934年7月25日に、天王寺区烏ヶ辻から現在地に移転している。太平洋戦争の終戦直後にはGHQにより学舎を「キャンプ・サカイ」として接収され、市内各地に仮校舎を分散していた。この間の1949年に新制大阪市立大学となった。敷地は1952年に一部返還を受け、1955年9月30日に全面返還された。
大阪市立大学は2022年度以降、大阪公立大学に移行する。大阪市立大学は学生卒業後に閉学することになっている。
また現在は区外に移転している（移転後閉校したものも含む）が、かつて区内には帝塚山学院短期大学、関西外国語短期大学、大阪女子大学、大阪府立看護短期大学といった高等教育機関も設置されていた。

### 高等学校
高等学校は7校（大阪府立2校、私立5校）が設置されている。
公立高校は大阪府立阪南高等学校（1959年創立）、大阪府教育センター附属高等学校（1963年に、大阪府立大和川高等学校として創立。2011年改編）の2校。両校とも全日制普通科を設置する。2014年度から高校の学区が撤廃されたため、両校とも大阪府全域から出願できる。
私立高校は大阪学芸高等学校、清明学院高等学校、建国高等学校、帝塚山学院高等学校、浪速高等学校の5校がある。
- 大阪学芸高等学校 - 1903年商業学校として現在の浪速区で開校。1945年長居に移転。成器高等学校の名称を経て1998年に現校名に改称。
- 清明学院高等学校 - 1941年女学校として開校。学制改革を経て住吉学園高等学校と称し、2000年に現校名に改称。
- 帝塚山学院高等学校 - 1926年高等女学校として開校。
- 建国高等学校 - 在日韓国人生徒への民族教育を目的に、1946年工業学校・高等女学校として設立。学制改革で新制高校に移行。
- 浪速高等学校 - 1923年旧制中学校として開校。

### 中等教育学校
長居に大阪学芸中等教育学校が設置されている。同校は大阪学芸中学校・高等学校の6年一貫教育課程を改組し独立させる形で2004年に設置された。大阪府で最初に開校した中等教育学校であり、2010年時点では大阪府下唯一の中等教育学校でもある。しかし2020年度以降の生徒募集を停止し、最終学年の在校生が卒業する2025年3月の閉校を予定している。

### 中学校
公立中学校は三稜中学校、我孫子中学校、住吉中学校、大和川中学校、東我孫子中学校、墨江丘中学校、大領中学校、我孫子南中学校の8校。
1947年の学制改革の際、当時の住吉区の区域（現住之江区含む）には4中学校が設置され、うち住吉第三（現：三稜）、住吉第四（現：我孫子）の2中学校が現住吉区域に設置された。翌1948年には住吉第一（現：住之江区域）・住吉第三両校の校区を再編し、住吉第五（現：住吉）中学校が新設された。
その後地域の宅地化により生徒数が増加し、それに伴って既設校が過密化したため、1970年代に新設中学校が相次いで設置された。三稜中学校の校区を分離する形で、大和川中学校（1973年）・墨江丘中学校（1978年）が開校している。また我孫子中学校の校区を分離する形で東我孫子中学校（1973年）が開校し、住吉中学校の校区を分離する形で大領中学校（1978年）が開校している。
1995年には我孫子・東我孫子の両中学校の校区を再編する形で、我孫子南中学校が開校した。
私立中学校は大阪学芸高等学校附属中学校、建国中学校、帝塚山学院中学校、浪速中学校の4校が設置されている。

### 小学校
公立小学校は東粉浜小学校、住吉小学校、長居小学校、依羅小学校、墨江小学校、遠里小野小学校、清水丘小学校、南住吉小学校、大領小学校、苅田小学校、山之内小学校、苅田南小学校、苅田北小学校、大空小学校の14校が設置されている。
明治時代初期、1872年に現在の墨江小学校が設置された。その後当時の各村に相次いで学校が設置され、統廃合などを繰り返して明治時代中期までには現在の依羅小学校・長居小学校が創立している。1908年には墨江小学校から、当時の住吉村を校区とする住吉小学校を分離している。
大阪市編入後には東粉浜小学校（1930年）・遠里小野小学校（1937年）・清水丘小学校（1942年）が開校した。
1950年代以降の地域の宅地化により、南住吉（1958年）・苅田（1960年）・大領（1960年）・山之内（1967年）・苅田北（1974年）・苅田南（1974年）の各小学校が開校している。
2000年代には南住吉小学校の過大規模傾向がしばらく続くと判断され、同校から分離する形で2006年に南住吉大空小学校（現：大空小学校）が開校した。
私立中学校は建国小学校、帝塚山学院小学校の2校が設置されている。

### 特別支援学校
区内には大阪府立大阪南視覚支援学校が設置されている。1938年12月8日に天王寺区から現在地に移転している。かつては大阪府立盲学校の名称だったが、特別支援教育制度の導入に伴い2008年度より大阪府立視覚支援学校に改称され、さらに2016年度には大阪府立大阪南視覚支援学校へ改称されている。
知的障害・肢体不自由・聴覚障害・病弱児童についてはそれぞれの障害種別に応じた特別支援学校の校区が設定され、区外の学校に通学することになる。

### 専修学校
専修学校は区内に1校。苅田六丁目に私立の関西医療学園専門学校が設置されている。
かつては帝塚山（旧：大阪女子大学帝塚山学舎）に大阪府立貿易専門学校があったが、大阪府の方針により2004年3月に閉校になった。

### 幼稚園
（公立）
- 大阪市立墨江幼稚園 - 1950年4月1日墨江小学校の併設園として開園。
- 大阪市立住吉幼稚園 - 1925年3月住吉村立住吉幼稚園として住吉小学校内に併設、同年4月大阪市立となる。1946年4月独立園となる。

（私立）
- 愛児幼稚園 - 1952年8月開園
- あびこ幼稚園 - 1953年8月開園
- 遠里小野幼稚園 - 1952年5月開園
- 建国幼稚園 - 1980年4月開園
- 清水幼稚園 - 1930年3月開園
- 帝塚山学院幼稚園 -1918年5月開園
- 長居幼稚園 - 1955年5月15日開園
- 東粉浜幼稚園 - 1952年4月13日開園
- 東よさみ幼稚園 - 1968年4月開園
- ひまわり幼稚園 - 1970年4月開園
- 万代幼稚園 - 1949年4月開園
- 美農里幼稚園 - 1926年開園
- よさみ幼稚園 - 1953年10月開園

## 文教
- 大阪市立住吉図書館
- 大阪府公文書館

## 集合住宅

### 大規模マンション
- リバーガーデン我孫子前
- 帝塚山グリーンハイツ
- 南海住吉清水丘グリーンハイツ
- 住吉ニューライフ
- 万代コーポ

### 住宅団地
- 都市再生機構長居南ハイツ
- 都市再生機構パークアベニュー長居
- 都市再生機構サンヴァリエ苅田（苅田町団地を建て替えた住宅団地）
- 都市再生機構サンヴァリエ東長居（東長居第一団地および東長居第二団地を建て替えた住宅団地）
- 都市再生機構ふれあいプラザ長居公園南（東長居第二団地を建て替えた住宅団地）
- 大阪府住宅供給公社殿辻町団地
- 大阪府住宅供給公社東長居団地
- 大阪府住宅供給公社OPH杉本町（杉本町団地を建て替えた住宅団地）
- 大阪市住宅供給公社コーシャハイツ苅田
- 市営浅香住宅
- 市営浅香中住宅
- 市営浅香西住宅
- 市営浅香南住宅
- 市営我孫子住宅
- 市営我孫子西住宅
- 市営我孫子東住宅
- 市営我孫子南住宅
- 市営上住吉住宅
- 市営遠里小野住宅
- 市営苅田住宅
- 市営苅田北住宅
- 市営苅田南住宅
- 市営清水丘住宅
- 市営杉本住宅
- 市営墨江住宅
- 市営住吉住宅
- 市営大領住宅
- 市営大領北住宅
- 市営大領東住宅
- 市営鶴ケ丘住宅
- 市営長居住宅
- 市営長居1丁目住宅
- 市営長居西住宅
- 市営東長居住宅
- 市営南住吉住宅
- 市営山之内住宅
- 市営山之内北住宅
- クボタ帝塚山社宅
- 関西電力我孫子社宅
- 積水ハウス社宅

かつて存在した住宅団地
- 住宅・都市整備公団苅田町団地（建て替えられて「サンヴァリエ苅田」となった）
- 住宅・都市整備公団東長居第一団地（建て替えられて「サンヴァリエ東長居」となった）
- 都市基盤整備公団東長居第二団地（建て替えられて「サンヴァリエ東長居」及び「ふれあいプラザ長居公園南」となった。なお建て替え前には日本住宅公団大阪支所限定のダブルスターハウスが存在し、そのうちの1棟は民間に売却して現存。）
- 大阪府住宅供給公社杉本町団地（建て替えられて「OPH杉本町」となった）

### その他の集合住宅
- パークハイム長居（上記の東長居第二団地のダブルスターハウスの1棟を売却したアパート）

## 住吉区に本社を置く企業
- アロインス化粧品
- 黄金糖 - 関西圏で特に人気の高い、片方が細い四角柱の形状の飴「黄金糖」の製造元。
- 小川ポンプ工業 - 消防車両の緊急自動車・特種用途自動車の艤装・販売。
- 金剛堂 - 創価学会の仏壇・仏具の販売。
- 秀学社 - 中学生向けのワークブック、資料集などを発行する出版社。
- つのせ（二ツ井戸津の清） - 1752年（宝暦2年）創業の大阪名物おこしメーカー
- 日本文教出版 (大阪府) - 文部科学省検定教科書（小学・中学・高校）の発行。
- はりまや - パチンコチェーン店
- 阪堺電気軌道 - 大阪市内と堺市内で2路線の路面電車を運行する南海電気鉄道の完全子会社。
- ワールドパーティー - 「Wpc.」「unnurella」「KiU」の3つブランドを持つレイングッズメーカー。

（以上五十音順）

## 出身者

### 政治
- ラサール石井 - 参議院議員、タレント

### 学術
- 久保田音二郎 - 会計学者
- 向井正 - 惑星科学者

### 芸術・文化・芸能
- 秋ひとみ - タレント
- 伊藤銀次 - ミュージシャン。育ちは池田市。
- 井上俊次 - キーボーディスト・LAZY
- 氏田朋子 - フリーアナウンサー、元CBCテレビアナウンサー
- 岡田斗司夫 - プロデューサー、評論家、文筆家
- 小野坂昌也 - 声優
- 桂雀々 - 落語家
- 加納愛子 - お笑い芸人・Aマッソ
- 河合奈保子 - 80年代アイドル
- 桑名正博 - 歌手
- 駒場孝 - お笑い芸人・ミルクボーイ
- 沢井孝子 - 女優
- 二井原実 - ボーカリスト・LOUDNESS
- 古川昌希 - 朝日放送テレビアナウンサー
- 前田五郎 - お笑い芸人
- 前山田健一 - ミュージシャン
- 松井愛 - 毎日放送アナウンサー
- 宮田天風 - 書道家
- むらきゃみ - お笑い芸人・Aマッソ
- 山崎真実 - タレント

### スポーツ
- 大引啓次 - 元プロ野球選手
- 緒方凌介 - 元プロ野球選手
- 川井貴志 - 元プロ野球選手
- 濱将乃介 - プロ野球選手
- 的場直樹 - 元プロ野球選手
- 中島大嘉 - プロサッカー選手（水戸ホーリーホック）
- 浪速龍功 - 元大相撲力士
- 常陸嶋朝次郎 - 元大相撲力士
- 松田瑞生 - 陸上競技選手（ダイハツ）

### 住吉区ゆかりの有名人
- 岡田武史 - 横浜F・マリノス元監督。大阪市立住吉中学校卒業
- 織田作之助 - 小説家。現在の天王寺区生まれ。住吉町（現：万代東）のアパート「姫松園」に居住していたことがある。
- 加川良 - フォークシンガー。「姫松園」に居住していたことがある。
- 北康利 - 作家。名古屋市出身。大阪市立東我孫子中学校卒業。
- 小坂まさる - 元俳優・タレント・歌手。河内市（現：東大阪市）生まれ、住吉区育ち。
- 庄野英二 - 児童文学者。山口県生まれ、帝塚山育ち。
- 庄野潤三 - 小説家。帝塚山を舞台にした『プールサイド小景』で芥川賞受賞。
- 笑福亭松鶴 (6代目) - 落語家。生前に東粉浜に住んでいた。住居跡地は寄席小屋「無学」になっている。
- 高田渡 - フォークシンガー。「姫松園」に居住していたことがある。
- 竹鶴政孝 - ニッカウヰスキー創業者。住吉区にあった摂津酒造に勤務し、帝塚山に在住していた。
- 竹鶴リタ - 竹鶴政孝の妻。政孝と共に帝塚山に在住していた。
- 西川きよし - 元参議院議員。タレント。高知県生まれ。大阪市立三稜中学校卒業

## 住吉区を舞台とした作品
- マッサン - 2014年度後期のNHK連続テレビ小説。主人公が住吉区の酒造会社に勤務していたという設定。